# (72501) 2001 DA67
(72501) 2001 DA67 – planetoida z pasa głównego asteroid okrążająca Słońce w ciągu 4,86 lat w średniej odległości 2,87 j.a. Została odkryta 19 lutego 2001 roku w programie LINEAR.